# Hazelaaruitbreekkogeltje
Het hazelaaruitbreekkogeltje (Diaporthe decedens) is een schimmel behorend tot de familie Diaporthaceae. Het komt voor in loofbossen op rijk zandgronden. Het leeft saprotroof op dode takken van Corylus. 

## Verspreiding
In Nederland komt het hazelaaruitbreekkogeltje zeldzaam voor.